# Gagne (Saint-Front)
Die Gagne ist ein Fluss in Frankreich, der im Département Haute-Loire in der Region Auvergne-Rhône-Alpes verläuft. Sie entspringt im Gemeindegebiet von Saint-Front, entwässert generell Richtung West bis Nordwest und mündet nach rund 26 Kilometern an der Gemeindegrenze von Saint-Germain-Laprade und Coubon, knapp zwei Kilometer östlich von Le Puy-en-Velay, als rechter Nebenfluss in den Oberlauf der Loire.

## Orte am Fluss
- Saint-Front
- Lantriac